# Ghabiang Boys
De Ghabiang Boys, ook Ragga Papa's genoemd, is een Surinaams-Nederlandse band. De band speelt in de stijl kaseko en kreeg bekendheid met hits als Murder she wrote.Oene gwanda baka moro
De oprichting vond in 1987 plaats in Suriname door bandleider Marlon Vrede,(het brein van het succes van de band) De band met René Vrede en Jules Nyon,Eric Vrede, Glenn Dendoe ,Eric Pryor,Jery Rantwijk.Ze hadden hun oefenruimte in het huis van een van de leden in Latour in Paramaribo. In de eerste jaren kwamen er nog verschillende leden bij de band. Het eerste grote optreden vond plaats in Sjakazulu aan de Keizerstraat. Marciano Leyman werd de leadzanger van de band.
In 1991 namen ze hun eerste singles en album op. Hun debuutsingle bereikte de hitlijsten van Suriname en buurland Frans-Guyana. Ook twee andere singles werden hits.
Het succes van de band drong ook door tot Nederland, waar ze in 1992 uitgenodigd werden voor een optreden. De bandleden bleven hier wonen en vestigden zich in Almere. In 2006 gingen ze voor optredens naar New York en Apatou (Frans-Guyana). In 2009 verliet Leyman de band om persoonlijk redenen en rond 2015 keerde hij terug. In 2011 verscheen de verzamel-cd Johan Misiedjan featuring Heavy-Duty & Ghabiang Boys met vroeg werk uit de jaren 1990.
Het 25-jarige jubileum, sinds hun eerste hits, werd in 2016 gevierd in Almere en op Tweede Kerstdag 2017 in het Flamboyant Park in Paramaribo. Tijdens hun bezoek aan Suriname overleed leadzanger Leyman plotseling nadat hij eerst onwel was geworden.